# Christiane Jansen
Christiane Jansen (* 9. März 1929 in Duisburg) ist eine deutsch-italienische Schauspielerin.

## Leben
Christiane Jansen kam in Duisburg zur Welt und wuchs in Düsseldorf auf. Ihr Vater stammte aus Italien. Zunächst als Graphikerin tätig, wurde die gebürtige Rheinländerin in Berlin für den Film entdeckt. Sie besuchte die Schauspielschule und erhielt seit Anfang der 1950er-Jahre regelmäßig Filmangebote. Ihren ersten Filmauftritt hatte sie in Professor Nachtfalter (1951), wo sie eine Schülerin mimte. Es folgten größere Nebenrollen in Filmen wie Primanerinnen (1951), Mikosch rückt ein (1952) und Wochenend im Paradies (1952). Ab 1954 wandte sich die dunkelhaarige Darstellerin auch dem Fernsehen zu. Einem breiteren Publikum wurde sie in dem Film Ferien auf Immenhof (1957) bekannt, wo sie als attraktiver Feriengast ungewollt für Eifersucht sorgt. Zuletzt war Jansen in der von Rainer Werner Fassbinder inszenierten Fernsehserie Acht Stunden sind kein Tag zu sehen.
Christiane Jansen war zweimal verheiratet. Aus ihrer ersten Ehe ging Tochter Nicole hervor, die 1955 zur Welt kam. Ihre zweite Ehe, die sie mit dem Filmschauspieler Peter Garden eingegangen war, wurde bereits 1959 wieder geschieden.

## Filmografie
- 1951: Professor Nachtfalter
- 1951: Unschuld in tausend Nöten
- 1951: Es geht nicht ohne Gisela
- 1951: Primanerinnen
- 1952: Wochenend im Paradies
- 1952: Mikosch rückt ein
- 1953: Heute nacht passiert’s
- 1953: So ein Affentheater
- 1954: Kein Abend ohne Eiermann (Fernsehfilm)
- 1954: Ein Mann aus einer großen Stadt (Fernsehfilm)
- 1954: Columbus entdeckt Krähwinkel
- 1954: Der Korporal aus Java (Fernsehfilm)
- 1955: Die Husaren kommen (Fernsehfilm)
- 1956: Die wilde Auguste
- 1956: Ich und meine Schwiegersöhne
- 1956: Hilfe – sie liebt mich!
- 1956: II-A in Berlin
- 1956: August der Halbstarke
- 1957: Sommerliebe am Bodensee
- 1957: Ferien auf Immenhof
- 1959: Bei der blonden Kathrein
- 1959: Bobby Dodd greift ein
- 1963: Achtzig im Schatten (Fernsehfilm)
- 1963: Kapitäne der Landstraße (Fernsehserie)
- 1964: Das Kriminalmuseum (Krimiserie) – Folge 13: Tödliches Schach
- 1972: Acht Stunden sind kein Tag (Fernsehserie)

## Theater
- 1958: Bezauberndes Fräulein, Kleine Komödie, Hamburg
- 1960/61: Eine etwas sonderbare Dame von John Patrick
- 1961: Wunschträume, Berliner Theater